# 安德魯·基根
安德魯·基根（Andrew Keegan，1979年1月29日—）是美國的一位演員。他最著名的作品包括五口之家、第七天堂。基根出生在洛杉磯，母親是哥倫比亞人，父親來自內布拉斯加。他的弟弟也是演員。